# Нижа школа Војне академије у Београду
Нижа школа Војне академије у Београду је била трогодишња школа за трупне артиљеријске, инжињеријске, пешадијске и коњичке официре Војске Краљевине Србије и Југословенске војске.

## Историјат
Нижа школа Војне академије је установљена чланом 2 Закона о устројству војне академије, који је 18. јануара 1880. године донела Народна скупштина Кнежевине Србије, а потврдио краљ Милан Обреновић дана 30. јануара 1880. године. Пријем питомаца Ниже школе вршио се у августу сваке године, а примано је највише 45 слушалаца.
Услови за пријем у Нижу школу били су: „да су рођени или прирођени Срби; да су здрави и развијени, и за војну службу способни; да су доброг владања; да донесу сведоџбу да су изучили целу гимназију или реалку код нас, или раван завод на страни; (...) да не могу бити млађи од 17 ни старији од 22 године; да положе пријемни испит за ступање у завод, а пред комисијом за то одређеном; да се у својој молби обвежу, да ће по свршетку ниже школе, служити државу пет година.” Пријемни испит се састојао од писменог и усменог дела, а полагали су се: математика, физика, хемија, минералогија, географија и космографија, општа историја, историја српског народа, историја српске књижевности, цртање и краснопис, немачки или француски језик.
По положеном пријему, питомци су сматрани војницима и полагали су заклетву кнезу, односно доцније краљу. Након шест месеци школовања, питомци су добијали чин каплара, потом поднаредника после наредних шест месеци, а затим наредника након две године у школи. Након завршетка школовања у Нижој школи, питомци су кнежевим/краљевим указом били произведени у чин потпоручника.
У августу 1914. године, односно на почетку Првог светског рата, питомци Ниже школе Војне академије су добили чинове и упућени на прве службе.
Када је 1940. године формирана Ваздухопловна војна академија у Панчеву, њену прву класу су чинили питомци Ниже школе Војне академије.

## Предмети
У Нижој школи Војне академије се, према закону из 1880. године, изучавало 25 предмета: 
1. Религија
2. Егзерцирна, пешадијска, коњичка, артиљеријска и инжињерска правила службе
3. Гарнизонска, градска, пољска и унутрашња служба
4. Дисциплина
5. Деловодство и стилистика
6. Наша целокупна војна администрација
7. Устројство наше целе војске и регрутовање
8. Опширна географија балканског полуострва, а нарочито суседних покрајина, и начела војне географије
9. Историја српског народа
10. Историја ратне вештине
11. Тактика целокупна
12. Појмови из стратегије
13. Пољска фортификација
14. Наука о оружју и теорија гађања
15. Математика, аналитичка геометрија
16. Премеравање и наука о земљишту
17. Основи механике
18. Физика
19. Хемија
20. Хигијена и антропологија
21. Хипологија
22. Стенографија
23. Језици (руски у првој, немачки или француски у све три године)
24. Јахање
25. Гимнастика, борење и пливање